# Cephalophus brookei
El duiker de Brooke (Cephalophus brookei) es una especie de mamífero artiodáctilo de la familia Bovidae. Se distribuye a través de Liberia, Sierra Leona y Costa de Marfil. Fue considerado inicialmente una subespecie de Cephalophus ogilbyi. En la Lista Roja de la UICN se le considera en forma provisional una subespecie, Cephalophus ogilbyi ssp. brookei que aparece en estado vulnerable.